# Football aux Jeux olympiques d'été de 1964
Navigation
Rome 1960 Mexico 1968
Cet article présente les résultats et quelques autres informations concernant les compétitions de football aux Jeux olympiques d'été de 1964

## Palmarès
| Epreuve           | Or:     | Argent:         | Bronze:                    |
| Football masculin | Hongrie | Tchécoslovaquie | Équipe unifiée d'Allemagne |

## Stades
- Stade olympique (Shinjuku, Tokyo)
- Chichibunomiya Rugby Stadium (Shinjuku, Tokyo)
- Parc olympique Komazawa (Setagaya, Tokyo)
- Mitsuzawa Stadium (Kanagawa-ku, Yokohama)
- Stade du parc Omiya (Omiya, Préfecture de Saitama)
- Nishikyogoku Athletic Stadium (arrondissement d'Ukyō-ku, Kyoto)
- Stade Nagai (Higashisumiyoshi-ku, Osaka)

## Premier tour

### Groupe A

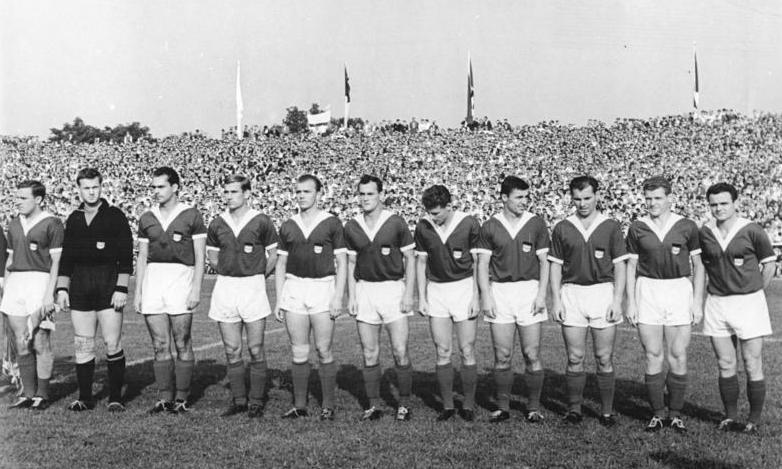
La sélection d'Allemagne de l'Est représente l'équipe unifiée d'Allemagne.

|   |                            | Pts | J | G | N | P | Bp | Bc |
| - | -------------------------- | --- | - | - | - | - | -- | -- |
| 1 | Équipe unifiée d'Allemagne | 5   | 3 | 2 | 1 | 0 | 7  | 1  |
| 2 | Roumanie                   | 5   | 3 | 2 | 1 | 0 | 5  | 2  |
| 3 | Mexique                    | 1   | 3 | 0 | 1 | 2 | 2  | 6  |
| 4 | Iran (en)                  | 1   | 3 | 0 | 1 | 2 | 1  | 6  |

1re journée
| 11 octobre 1964 14:00 | Roumanie                                     | 3 – 1 | Mexique     | Tokyo                |                      |
|                       | Creiniceanu 20e · Pircalab 33e · Ionescu 47e |       | Fragoso 73e | Arbitrage : Yokoyama | Arbitrage : Yokoyama |
|                       | Rapport                                      |       |             | Arbitrage : Yokoyama | Arbitrage : Yokoyama |

| 11 octobre 1964 14:00 | Équipe unifiée d'Allemagne                  | 4 – 0 | Iran (en) | Yokohama               |                        |
|                       | Bauchspieß 7e · Vogel 20e 63e · Frenzel 44e |       |           | Arbitrage : De Queiroz | Arbitrage : De Queiroz |
|                       | Rapport                                     |       |           | Arbitrage : De Queiroz | Arbitrage : De Queiroz |

2e journée
| 13 octobre 1964 14:00 | Iran (en)  | 1 – 1 | Mexique      | Tokyo               |                     |
|                       | Nirlou 59e |       | González 54e | Arbitrage : Wontumi | Arbitrage : Wontumi |
|                       | Rapport    |       |              | Arbitrage : Wontumi | Arbitrage : Wontumi |

| 13 octobre 1964 14:00 | Équipe unifiée d'Allemagne | 1 – 1 | Roumanie      | Tokyo               |                     |
|                       | Frenzel 22e                |       | Pavlovici 27e | Arbitrage : Korelus | Arbitrage : Korelus |
|                       | Rapport                    |       |               | Arbitrage : Korelus | Arbitrage : Korelus |

3e journée
| 15 octobre 1964 14:00 | Équipe unifiée d'Allemagne | 2 – 0 | Mexique | Yokohama                                  |                                           |
|                       | Barthels 37e · Nöldner 66e |       |         | Spectateurs : 13 000 Arbitrage : De Silva | Spectateurs : 13 000 Arbitrage : De Silva |
|                       | Rapport                    |       |         | Spectateurs : 13 000 Arbitrage : De Silva | Spectateurs : 13 000 Arbitrage : De Silva |

| 15 octobre 1964 14:00 | Roumanie      | 1 – 0 | Iran (en) | Tokyo                       |                             |
|                       | Pavlovici 26e |       |           | Arbitrage : Miguel Comesaña | Arbitrage : Miguel Comesaña |
|                       | Rapport       |       |           | Arbitrage : Miguel Comesaña | Arbitrage : Miguel Comesaña |

### Groupe B
|   |                    | Pts     | J       | G       | N       | P       | Bp      | Bc      |
| - | ------------------ | ------- | ------- | ------- | ------- | ------- | ------- | ------- |
| 1 | Hongrie            | 4       | 2       | 2       | 0       | 0       | 12      | 5       |
| 2 | Yougoslavie        | 2       | 2       | 1       | 0       | 1       | 8       | 7       |
| 3 | Maroc              | 0       | 2       | 0       | 0       | 2       | 1       | 9       |
|   | Corée du Nord (en) | forfait | forfait | forfait | forfait | forfait | forfait | forfait |

| 11 octobre 1964 14:00 | Hongrie                             | 6 – 0 | Maroc | Tokyo                    |                          |
|                       | Bene 13e 38e (pen.) 70e 74e 78e 87e |       |       | Arbitrage : Duk Chun Kim | Arbitrage : Duk Chun Kim |
|                       | Rapport                             |       |       | Arbitrage : Duk Chun Kim | Arbitrage : Duk Chun Kim |

| 13 octobre 1964 14:00 | Yougoslavie                  | 3 – 1 | Maroc       | Yokohama                             |                                      |
|                       | Samardžić 8e · Belin 12e 59e |       | Bouachra 2e | Spectateurs : 5 000 Arbitrage : Imam | Spectateurs : 5 000 Arbitrage : Imam |
|                       | Rapport                      |       |             | Spectateurs : 5 000 Arbitrage : Imam | Spectateurs : 5 000 Arbitrage : Imam |

| 15 octobre 1964 14:00 | Hongrie                                                      | 6 – 5 | Yougoslavie                                | Tokyo                                      |                                            |
|                       | Csernai 5e 11e 44e 63e (pen.) · Farkas 18e · Bene 25e (pen.) |       | Osim 1re 82e · Belin 12e 35e · Zambata 31e | Spectateurs : 15 000 Arbitrage : Fukushima | Spectateurs : 15 000 Arbitrage : Fukushima |
|                       | Rapport                                                      |       |                                            | Spectateurs : 15 000 Arbitrage : Fukushima | Spectateurs : 15 000 Arbitrage : Fukushima |

### Groupe C
|   |                 | Pts | J | G | N | P | Bp | Bc |
| - | --------------- | --- | - | - | - | - | -- | -- |
| 1 | Tchécoslovaquie | 6   | 3 | 3 | 0 | 0 | 12 | 2  |
| 2 | Rép. arabe unie | 3   | 3 | 1 | 1 | 1 | 12 | 6  |
| 3 | Brésil          | 3   | 3 | 1 | 1 | 1 | 5  | 2  |
| 4 | Corée du Sud    | 0   | 3 | 0 | 0 | 3 | 1  | 20 |

1re journée
| 12 octobre 1964 14:00 | Brésil              | 1 – 1 | Rép. arabe unie | Tokyo                |                      |
|                       | Roberto Miranda 10e |       | Shanin 88e      | Arbitrage : Glöckner | Arbitrage : Glöckner |
|                       | Rapport             |       |                 | Arbitrage : Glöckner | Arbitrage : Glöckner |

| 12 octobre 1964 14:00 | Tchécoslovaquie                                          | 6 – 1 | Corée du Sud   | Tokyo                  |                        |
|                       | Lichtnégl 25e · Vojta 26e · Mráz 32e 68e · Masný 43e 71e |       | Lee Yi-Woo 59e | Arbitrage : Valenzuela | Arbitrage : Valenzuela |
|                       | Rapport                                                  |       |                | Arbitrage : Valenzuela | Arbitrage : Valenzuela |

2e journée
| 14 octobre 1964 14:00 | Tchécoslovaquie                                   | 5 – 1 | Rép. arabe unie | Tokyo             |                   |
|                       | Vojta 5e 27e · Urban 36e · Mráz 83e · Cvetler 84e |       | Riad 53e        | Arbitrage : Zsolt | Arbitrage : Zsolt |
|                       | Rapport                                           |       |                 | Arbitrage : Zsolt | Arbitrage : Zsolt |

| 14 octobre 1964 14:00 | Brésil                                                | 4 – 0 | Corée du Sud | Yokohama             |                      |
|                       | Zé Roberto 30e · Elizeu 44e 54e · Roberto Miranda 73e |       |              | Arbitrage : Boukkili | Arbitrage : Boukkili |
|                       | Rapport                                               |       |              | Arbitrage : Boukkili | Arbitrage : Boukkili |

3e journée
| 16 octobre 1964 14:00 | Rép. arabe unie                                                                        | 10 – 0 | Corée du Sud | Tokyo                |                      |
|                       | Riad 14e 17e 40e 48e 72e 77e · Mohamed 50e · El-Fanageely 61e · Etman 66e · Hassan 78e |        |              | Arbitrage : Glöckner | Arbitrage : Glöckner |
|                       | Rapport                                                                                |        |              | Arbitrage : Glöckner | Arbitrage : Glöckner |

| 16 octobre 1964 14:00 | Tchécoslovaquie | 1 – 0 | Brésil | Tokyo               |                     |
|                       | Valošek 77e     |       |        | Arbitrage : Tehrani | Arbitrage : Tehrani |
|                       | Rapport         |       |        | Arbitrage : Tehrani | Arbitrage : Tehrani |

### Groupe D
|   |           | Pts     | J       | G       | N       | P       | Bp      | Bc      |
| - | --------- | ------- | ------- | ------- | ------- | ------- | ------- | ------- |
| 1 | Ghana     | 3       | 2       | 1       | 1       | 0       | 4       | 3       |
| 2 | Japon     | 2       | 2       | 1       | 0       | 1       | 5       | 5       |
| 3 | Argentine | 1       | 2       | 0       | 1       | 1       | 3       | 4       |
|   | Italie    | forfait | forfait | forfait | forfait | forfait | forfait | forfait |

| 12 octobre 1964 14:00 | Argentine | 1 – 1 | Ghana         | Yokohama                                   |                                            |
|                       | Bulla 26e |       | E. Acquah 80e | Spectateurs : 25 000 Arbitrage : Ashkenazi | Spectateurs : 25 000 Arbitrage : Ashkenazi |
|                       | Rapport   |       |               | Spectateurs : 25 000 Arbitrage : Ashkenazi | Spectateurs : 25 000 Arbitrage : Ashkenazi |

| 14 octobre 1964 14:00 | Japon                                  | 3 – 2 | Argentine         | Tokyo              |                    |
|                       | Sugiyama 54e · Kawabuchi 81e · Ogi 82e |       | Domínguez 24e 62e | Arbitrage : Škoric | Arbitrage : Škoric |
|                       | Rapport                                |       |                   | Arbitrage : Škoric | Arbitrage : Škoric |

| 16 octobre 1964 14:00 | Japon                       | 2 – 3 | Ghana                                       | Tokyo               |                     |
|                       | Sugiyama 12e · Yaegashi 52e |       | Agyemang 27e · S. Acquah 69e · Fulaiteh 80e | Arbitrage : Niţescu | Arbitrage : Niţescu |
|                       | Rapport                     |       |                                             | Arbitrage : Niţescu | Arbitrage : Niţescu |

## Quarts de finale
| 18 octobre 1964 14:00 | Équipe unifiée d'Allemagne | 1 – 0 | Yougoslavie | Tokyo                |                      |
|                       | Frenzel 1re                |       |             | Arbitrage : De Silva | Arbitrage : De Silva |
|                       | Rapport                    |       |             | Arbitrage : De Silva | Arbitrage : De Silva |

| 18 octobre 1964 14:00 | Hongrie               | 2 – 0 | Roumanie | Yokohama              |                       |
|                       | Csernai 2e 84e (pen.) |       |          | Arbitrage : Ashkenazi | Arbitrage : Ashkenazi |
|                       | Rapport               |       |          | Arbitrage : Ashkenazi | Arbitrage : Ashkenazi |

| 18 octobre 1964 14:00 | Rép. arabe unie                                  | 5 – 1 | Ghana    | Tokyo                |                      |
|                       | Badawi 42e 61e · Riad 65e · El-Fanageely 69e 85e |       | Mfum 37e | Arbitrage : Glöckner | Arbitrage : Glöckner |
|                       | Rapport                                          |       |          | Arbitrage : Glöckner | Arbitrage : Glöckner |

| 18 octobre 1964 14:00 | Tchécoslovaquie                                 | 4 – 0 | Japon | Tokyo                  |                        |
|                       | Brumovský 43e 59e · Vojta 69e (pen.) · Mráz 86e |       |       | Arbitrage : De Queiroz | Arbitrage : De Queiroz |
|                       | Rapport                                         |       |       | Arbitrage : De Queiroz | Arbitrage : De Queiroz |

## Matchs de classement

### Demi-finales des quarts de finalistes perdants
| 20 octobre 1964 14:00 | Japon        | 1 – 6 | Yougoslavie                          | Osaka                                 |                                       |
|                       | Kamamoto 61e |       | Zambata 3e 5e 43e 63e · Osim 28e 60e | Spectateurs : 20 000 Arbitrage : Imam | Spectateurs : 20 000 Arbitrage : Imam |
|                       | Rapport      |       |                                      | Spectateurs : 20 000 Arbitrage : Imam | Spectateurs : 20 000 Arbitrage : Imam |

| 20 octobre 1964 14:00 | Roumanie                                | 4 – 2 | Ghana            | Nishikyogoku Athletic Stadium, Kyoto |                      |
|                       | Pavlovici 12e 19e 74e · Creiniceanu 41e |       | Fulaiteh 25e 44e | Arbitrage : De Silva                 | Arbitrage : De Silva |
|                       | Rapport                                 |       |                  | Arbitrage : De Silva                 | Arbitrage : De Silva |

### Match pour la cinquième place
| 22 octobre 1964 14:00 | Roumanie                                      | 3 – 0 | Yougoslavie | Osaka                                  |                                        |
|                       | Pavlovici 50e · Pircalab 72e · Constantin 78e |       |             | Spectateurs : 10 000 Arbitrage : Zsolt | Spectateurs : 10 000 Arbitrage : Zsolt |
|                       | Rapport                                       |       |             | Spectateurs : 10 000 Arbitrage : Zsolt | Spectateurs : 10 000 Arbitrage : Zsolt |

## Demi-finales
| 20 octobre 1964 14:00 | Hongrie                              | 6 – 0 | Rép. arabe unie | Tokyo                       |                             |
|                       | Bene 7e 20e 66e 77e · Komora 29e 58e |       |                 | Arbitrage : Miguel Comesaña | Arbitrage : Miguel Comesaña |
|                       | Rapport                              |       |                 | Arbitrage : Miguel Comesaña | Arbitrage : Miguel Comesaña |

| 20 octobre 1964 14:00 | Tchécoslovaquie          | 2 – 1 | Équipe unifiée d'Allemagne | Tokyo                                      |                                            |
|                       | Lichtnégl 47e · Mráz 89e |       | Nöldner 25e                | Spectateurs : 20 000 Arbitrage : Ashkenazi | Spectateurs : 20 000 Arbitrage : Ashkenazi |
|                       | Rapport                  |       |                            | Spectateurs : 20 000 Arbitrage : Ashkenazi | Spectateurs : 20 000 Arbitrage : Ashkenazi |

## Match pour la médaille de bronze
| 23 octobre 1964 12:00 | Équipe unifiée d'Allemagne            | 3 – 1 | Rép. arabe unie  | Tokyo                                     |                                           |
|                       | Frenzel 17e · Vogel 48e · Stöcker 56e |       | Attia 75e (pen.) | Spectateurs : 60 000 Arbitrage : Yokoyama | Spectateurs : 60 000 Arbitrage : Yokoyama |
|                       | Rapport                               |       |                  | Spectateurs : 60 000 Arbitrage : Yokoyama | Spectateurs : 60 000 Arbitrage : Yokoyama |

## Finale
| 23 octobre 1964 16:30 | Hongrie                    | 2 – 1 | Tchécoslovaquie | Stade olympique, Tokyo                     |                                            |
|                       | Weiss 47e (csc) · Bene 59e |       | Brumovský 80e   | Spectateurs : 75 000 Arbitrage : Ashkenazi | Spectateurs : 75 000 Arbitrage : Ashkenazi |
|                       | Rapport                    |       |                 | Spectateurs : 75 000 Arbitrage : Ashkenazi | Spectateurs : 75 000 Arbitrage : Ashkenazi |

## Médaillés
| Or | Argent | Bronze |
| Hongrie | Tchécoslovaquie | Équipe unifiée d'Allemagne |
| Ferenc Bene Tibor Csernai Antal Dunai János Farkas József Gelei Kálmán Ihász Benő Káposzta Sándor Katona Imre Komora István Nagy György Nagy Ferenc Nógrádi Dezső Novák Árpád Orbán Pál Orosz Károly Palotai Antal Szentmihályi Gusztáv Szepesi Zoltán Varga | Jan Brumovský Ľudovít Cvetler Ján Geleta František Knebort Karel Knesl Karel Lichtnégl Vojtech Masný Štefan Matlák Ivan Mráz Karel Nepomucký Zdeněk Pičman František Schmucker Anton Švajlen Anton Urban František Valošek Josef Vojta Vladimír Weiss | Gerd Backhaus Wolfgang Barthels Bernd Bauchspieß Gerhard Körner Otto Fräßdorf Henning Frenzel Dieter Engelhardt Herbert Pankau Manfred Geisler Jürgen Heinsch Klaus Lisiewicz Jürgen Nöldner Peter Rock Klaus-Dieter Seehaus Hermann Stöcker Werner Unger Klaus Urbanczyk Eberhard Vogel Manfred Walter Horst Weigang |

Note : Tous les joueurs allemands étaient issus de la RDA mais ils représentaient l'équipe unifiée d'Allemagne.